# Polylepis incana x sericea
Polylepis incana x sericea là loài thực vật có hoa trong họ Hoa hồng. Loài này được miêu tả khoa học đầu tiên.